# Csehberek
Csehberek (1899-ig Cseh-Brézó, szlovákul: České Brezovo) község Szlovákiában, a Besztercebányai kerületben, a Poltári járásban.

## Fekvése
Losonctól 26 km-re, Poltártól 6 km-re északkeletre fekszik, a Poltarica-patak völgyében. Érinti a Poltárt Rimakokovával (12 km) összekötő vasútvonal és az 595-ös országút.
Északkeletről Rimaszabadi, keletről Telep, délkeletről Cserepes, délről Poltár, nyugatról Ipolymagyari, északnyugatról Kiskorna, északról Vágó és Rimakokova községekkel határos. Területébe ékelődik a mindössze 36 hektáros Zlatnó község.
Csehberek két kataszteri területre oszlik:
- Csehberek (České Brezovo) – 28,3858 km²
- Válykó (Vaľkovo) – 10,1828 km²

## Története
A település a 13. században keletkezett, első írásos említése "Brezow" néven 1435-ben történt. 1330-ban a Zách család birtoka volt, később a Bosnyák és Szentiványi családé.
1687-ben pereskedtek a szomszédos Lest lakosaival a "na Diele" rész miatt.
1828-ban 78 háza és 560 lakosa volt. Lakói mezőgazdasággal, bognármesterséggel, kerékgyártással foglalkoztak. 1836-ban Zahn György üveggyárat alapított a községben, a zlatnói telepen, mely 1998-tól az önállóvá vált Zlatnóhoz tartozott, majd 2003-ban bezárták.
Vályi András szerint "Cseh Brezo, Brezova. Jó nagy falu Nógrád Vármegyében, földes Ura Szent Iványi Uraság, lakosai katolikusok, és evangyelikusok, fekszik Berzenczének szomszédságában, mellynek filiája, Losontztól két jó mértföldnyire, nevezetesek erdei, mellyekböl mind a’ kerékjártók, mind a’ bodnárok nem kevés hasznot vésznek, minthogy még Pestre is elhordattatnak, határja elég nagy és jó, nem külömben legelője, réttyei gazdagok, vagyonnyaira nézve hasonlít Bisztritzkához, de szőleje nintsen, mindazáltal marhával, és más dolgokkal is jó kereskedésre való módgyok lévén, első Osztálybéli."
Nógrád vármegye monográfiája szerint "Csehberek. (Azelőtt Cseh-Brézó.) Gömör vármegye határán fekvő kisközség. Házainak száma 163, lakosaié 1392 a kik 143 magyar és 81 német kivételével tótok és katholikus s evangélikus vallásúak. Postája Poltár, távíró- és vasúti állomása Csehberek és Zlatnó. Eredetileg a Záh nemzetség birtoka volt. 1272–1330 között Záh Feliczián birtokában találjuk, kinek a királyi család ellen intézett gyilkos merénylete következtében a többi jószágaival együtt elkoboztatván, a koronára szállott. 1332-ben Károly király az Ákos nembeli Cselen fia Sándor fiainak Jakabnak, Miklósnak és Jánosnak adományozta. 1548-ban Bebek Ferencz birtokában találjuk. 1598-ban Orlé (Orlay) Miklós volt a helység földesura. 1687-ben Bosnyák Judit, Koháry István özvegye és a Szent-Iványok voltak itt birtokosok. 1715-ben 16 tót háztartást, 1720-ban négy magyar és 12 tót háztartást írtak össze e helységben. Az 1770. évi úrbéri rendezés alkalmával Sréter György árvái, továbbá a Huszár örökösök, Szent-Ivány Mihály, Szent-Ivány János és Szent-Ivány Farkas voltak a helység földesurai, ez utóbbiak egész a XIX. század első feléig. Jelenleg Novek Béla üveggyárosnak van itt a legnagyobb birtoka. A zlatnói gyárhoz tartozó úrilakot Zahn J. György építtette 1837–38-ban. Az ág. h. ev. templom a XVIII. század végén épült. E helységhez tartoznak: A már említett zlatnói üveggyártelep, továbbá Csehszállás-puszta, mely azelőtt Szalajka néven volt ismeretes és Mogyorós-puszta, melyet azelőtt Poltariczának neveztek."
A trianoni békeszerződésig Nógrád vármegye Losonci járásához tartozott.
1972-ben a korábban önálló Válykó községet Csehberekhez csatolták. 1990 után Poltár körzetéhez tartozott.
1998-ban Zlatnó elszakadt Csehberektől és önálló községgé alakult.

## Népessége
| Év:            | 1994. | 2004.    | 2014.   | 2024.    |
| -------------- | ----- | -------- | ------- | -------- |
| Emberek száma: | 983   | 492      | 505     | 435      |
| Eltérés:       |       | -49,94 % | +2,64 % | -13,86 % |

| Év:            | 2023. | 2024.   |
| -------------- | ----- | ------- |
| Emberek száma: | 441   | 435     |
| Eltérés:       |       | -1,36 % |

1880-ban 794 lakosából 10 magyar és 731 szlovák anyanyelvű volt.
1880-ban Válykó 191 lakosából 1 magyar és 182 szlovák anyanyelvű volt.
1890-ben 1321 lakosából 78 magyar és 1199 szlovák anyanyelvű volt.
1890-ben Válykó 204 lakosából 18 magyar és 186 szlovák anyanyelvű volt.
1900-ban 1346 lakosából 70 magyar és 1223 szlovák anyanyelvű volt.
1900-ban Válykó 200 lakosából 10 magyar és 189 szlovák anyanyelvű volt.
1910-ben 1403 lakosából 1112 szlovák, 237 magyar, 9 német, 1 horvát és 44 egyéb anyanyelvű.
1910-ben Válykó 212 lakosából 206 szlovák és 6 magyar anyanyelvű.
1921-ben 1387 lakosából 32 magyar és 1331 csehszlovák volt.
1921-ben Válykó 215 lakosából 2 magyar és 213 csehszlovák volt.
1930-ban 1282 lakosából 10 magyar és 1236 csehszlovák volt.
1930-ban Válykó 219 lakosából 7 magyar és 212 csehszlovák volt.
1991-ben 1028 lakosából 6 magyar és 990 szlovák volt.
2001-ben 478 lakosából 475 szlovák és 1 magyar volt.
2011-ben 505 lakosából 453 szlovák és 1 magyar.

## Neves személyek
- Itt született 1769-ben Bohuslav Tablic szlovák költő, evangélikus lelkész.
- Itt született 1839. augusztus 19-én Zelenka Pál evangélikus püspök, egyházi író.
- Itt született 1901. szeptember 23-án Wiczián Dezső teológiai tanár, egyháztörténész.
- Itt született 1905-ben Elemír Polk szlovák dandártábornok.
- Itt született 1909-ben František Krňan szlovák matematikus, professzor.
- Itt született 1952-ben Ján Žilák szlovák levéltáros.
- Állítólag innen származott Tony Curtis (1925-2010) hollywoodi színészlegenda.
- Itt szolgált Ľudovít Kubáni (1830-1869) szlovák költő, író, kritikus.

## Nevezetességei

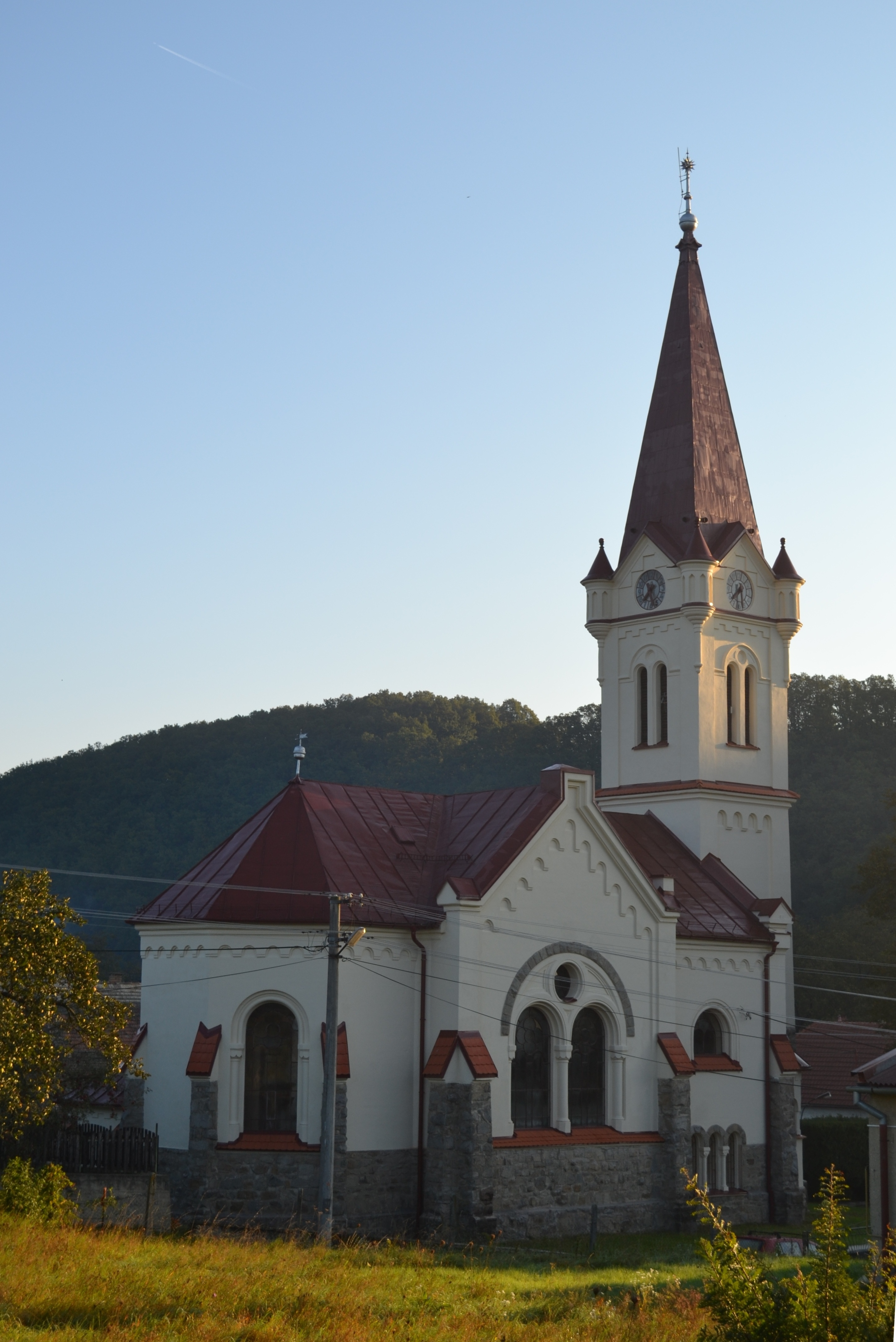
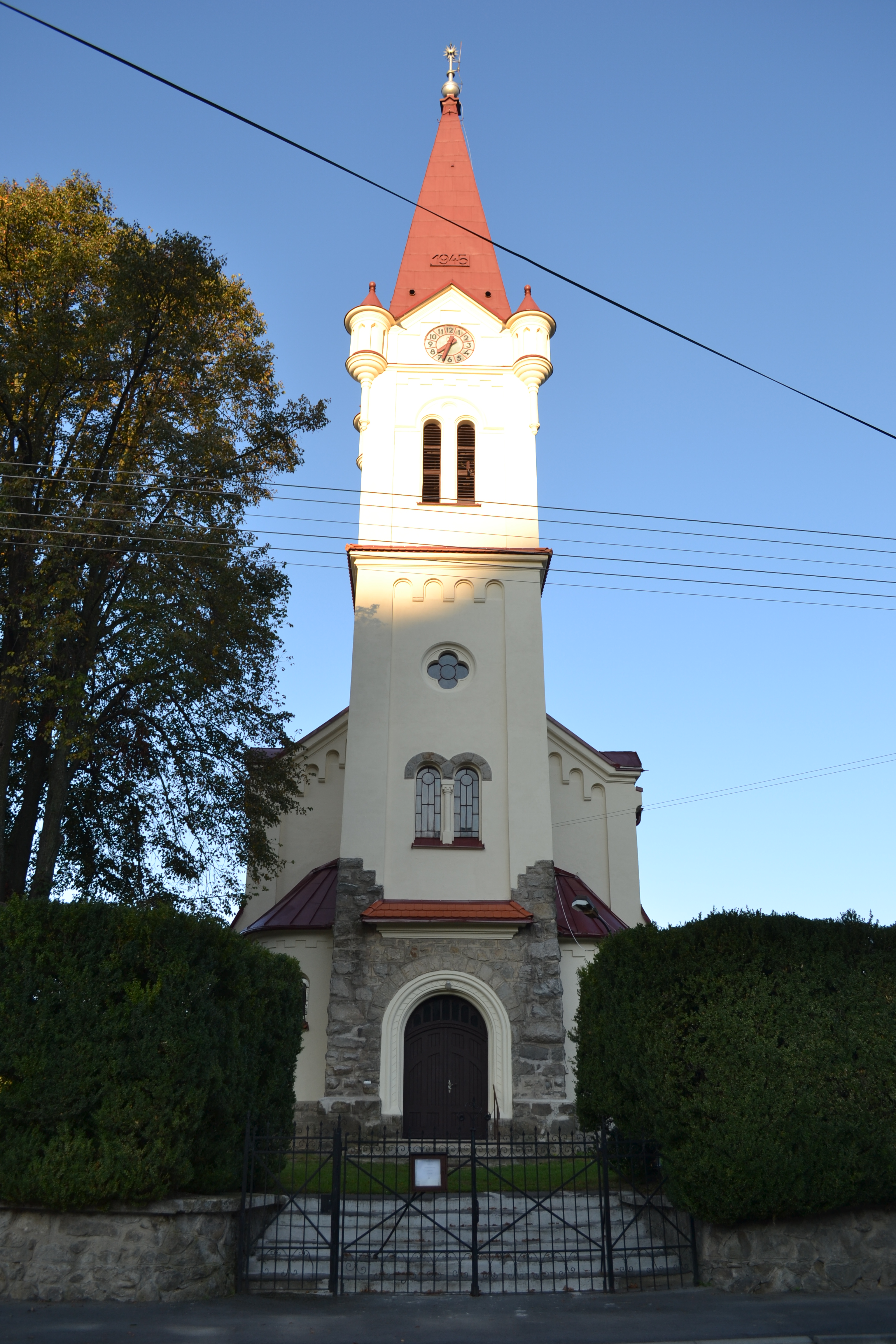
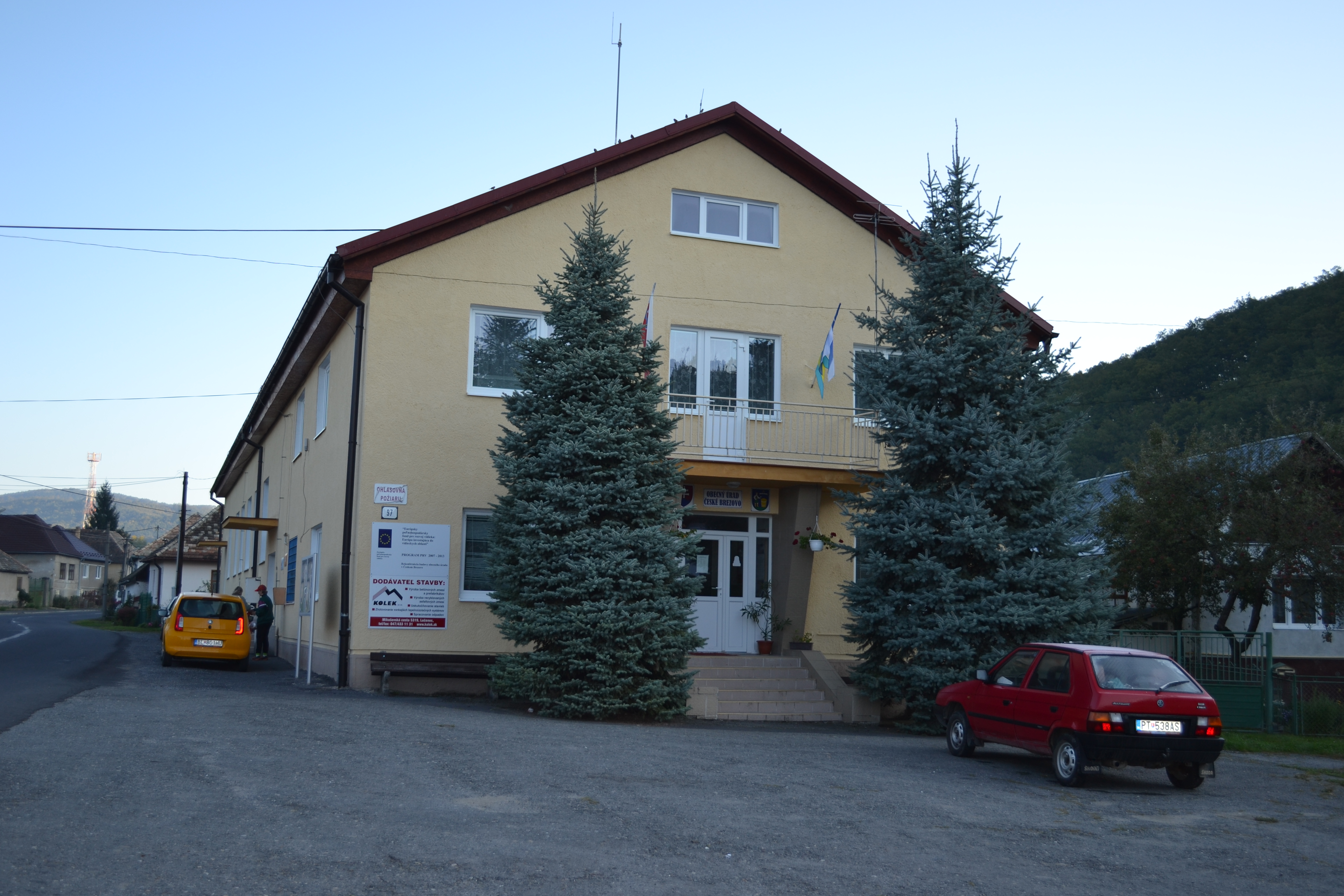

- Evangélikus temploma 1922-ben épült.
- Klasszicista kúriája 1837-ben épült.
- Az üveggyár épülete 1836-ban készült.